# Hurley Haywood

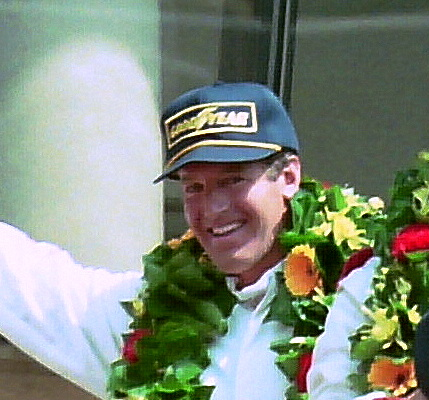
Hurley Haywood na de 24 uur van Le Mans in 1994.

Hurley Haywood (Chicago, Illinois, 4 mei 1948) is een Amerikaans autocoureur. Hij is bekend als vijfvoudig winnaar van de 24 uur van Daytona, drievoudig winnaar van de 24 uur van Le Mans en tweevoudig winnaar van de 12 uur van Sebring.

## Carrière
Haywood begon zijn autosportcarrière in de jaren '70. Hij kende een lange loopbaan en reed in 2012 zijn laatste race. In 1971 en 1972 behaalde hij zijn eerste successen met kampioenschapswinsten in het IMSA GT Championship. In totaal won hij 23 races in deze klasse. Ook heeft hij drie titels in de Norelco Cup en een titel in de SuperCar, en is hij gestart in achttien IndyCar-races. In 1980 reed hij zijn enige Indianapolis 500. Hij kwam vanwege een brand in de auto niet aan de finish, maar werd wel als achttiende geklasseerd. In 1988 werd hij kampioen in de Trans-Am Series.
Haywood heeft een recordaantal overwinningen in de 24 uur van Daytona, waarin hij vijf zeges behaalde. In 1973 en 1975 won hij bij het team Brumos Racing de race samen met Peter Gregg in een Porsche Carrera RSR. In 1977 deelde hij de winst met John Graves en Dave Helmick bij het team Ecurie Escargot in een Porsche Carrera RSR. In 1979 reed hij voor het team Interscope Racing en won hij de race samen met Ted Field en Danny Ongais in een Porsche 935/79. In 1991 behaalde hij zijn vijfde en laatste overwinning voor Joest Racing, waarin hij in een Porsche 962 C de winst deelde met Frank Jelinski, Henri Pescarolo, Bob Wollek en Louis Krages. In 2012 sloot hij zijn carrière af met een derde plaats in de GT-klasse van de 24 uur van Daytona.
Haywood heeft de 12 uur van Sebring tweemaal gewonnen. In 1973 reed hij voor het team van Dave Helmick en deelde hij de overwinning met Helmick en Peter Gregg in een Porsche Carrera RSR. In 1981 reed hij voor Bayside Disposal Racing in een Porsche 935/80. Hij deelde deze overwinning met Bruce Leven en Al Holbert.
Buiten de Verenigde Staten kreeg Haywood bekendheid vanwege zijn deelnames aan de 24 uur van Le Mans, die hij driemaal wist te winnen. Bij zijn debuut in 1977 behaalde hij direct zijn eerste overwinning in de race. Voor het team Martini Racing Porsche System deelde hij, rijdend in een Porsche 936/77, de zege met Jürgen Barth en Jacky Ickx. In 1983 reed hij voor Rothmans Porsche in een Porsche 956 en won hij de race samen met Vern Schuppan en Al Holbert. In 1994 reed hij voor het laatst in de race en behaalde hij voor Joest Racing zijn derde zege in een Dauer 962 Le Mans, die hij deelde met Yannick Dalmas en Mauro Baldi.

## Privé
Haywood werd in 1970 opgeroepen om zijn dienstplicht te vervullen. Hij werd uitgezonden naar de Vietnamoorlog.
Tijdens zijn carrière raakte Haywood goed bevriend met collegacoureur Peter Gregg. Gregg was de eigenaar van het autosportteam Brumos Racing. Na het overlijden van Gregg nam Haywood de directeurstaken van het team over, die hij deelde met de weduwe van Gregg.
Haywood is actief geweest als rijinstructeur bij de Porsche Track Experience, dat is gevestigd op het Barber Motorsports Park. In 2005 werd Haywood opgenomen in de Motorsports Hall of Fame of America.
Patrick Dempsey heeft een documentaire geproduceerd over het leven van Haywood, genaamd Hurley.
In 2018 maakte Haywood in zijn autobiografie Hurley: From the Beginning bekend dat hij homoseksueel is.